# Tupolev Tu-144

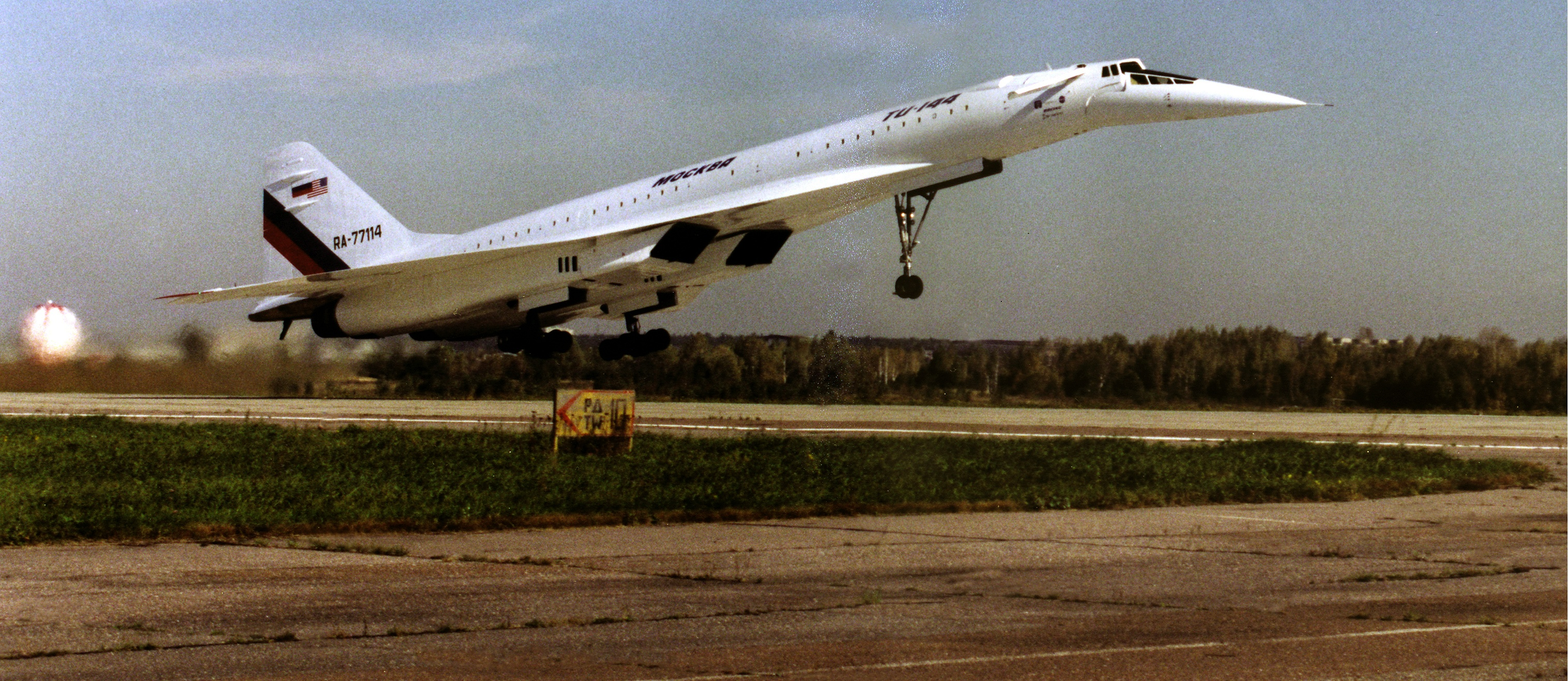
Tupolev Tu-144LL

Tupolev Tu-144 (NATO: Charger) a fost copia primului avion de pasageri supersonic din lume (North American Valkyrie XB-70) fiind testat in zbor cu 3 luni inaintea proiectului anglo-francez Concorde, dar cu 3 luni dupa originalul american XB-70. A fost construit în Uniunea Sovietică sub conducerea lui Alexei Tupolev. De-a lungul istoriei sale a avut 55 de zboruri operaționale, Tu-144 a zburat la o altitudine  medie de 16.000 de metri (52,000 ft) și a navigat la o viteză de aproximativ 2.000 de kilometri pe oră (1,200 mph).